# 2K22 Tunguska
El 2K22 Tunguska és un blindat antiaeri autopropulsat d'origen soviètic introduït l'any 1982.
Aquest blindat està armat amb dos canons automàtics 2A38 de 30 mm de calibre. A més a més, disposa de vuit míssils terra-aire 9M311 amb un abast de fins a 8 km. Aquest armament va muntat als laterals d'una torreta que també té un sistema de control de tir format per un radar fix de seguiment al frontal i un altre radar giratori de detecció al sostre. Aquesta torreta està muntada a un xassís estàndard GM-352, lleugerament blindat, i equipat amb un motor dièsel B-46-6 MC amb una potència màxima de 840 CV. Aquest sistema pot avançar a 65 km/h, seguint formacions de tancs o motoritzades, oferint defensa antiaèria tàctica.
El 2K22 Tunguska es va començar a dissenyar a la dècada dels 70 per millorar el radar i l'armament del ZSU-23-4 Xilka. El desenvolupament del blindat va ser lent i va entrar en servei el 1982. Tot i que no va substituir completament els Xilkes, la seva integració a l'Exèrcit Soviètic es va completar l'any 1990. Després de la dissolució de la Unió Soviètica els Tunguskes passarien als arsenals de Belarús, Rússia i Ucraïna. Posteriorment també ha estat exportat en petites quantitats a l'Índia, el Marroc, Síria i Myanmar. Els Tunguskes han participat a les Guerres d'Ossètia del Sud (2008), del Donbàs i a la Invasió russa d'Ucraïna del 2022.

## Desenvolupament
A la dècada dels 60 la Unió Soviètica va introduir el ZSU-23-4 Xilka per la defensa antiaèria tàctica de les seves forces terrestres. El Xilka era un blindat fiable i efectiu contra aeronaus, però tenia dues limitacions importants. En primer lloc no disposava d'un sistema d'avís precoç. Aquesta tasca s'havia delegat al blindat PPRU-1, especialment introduït per oferir detecció precoç d'objectius i coordinar múltiples sistemes antiaeris. Tot i això, els estrategs soviètics volien una plataforma antiaèria que combinés aquestes capacitats amb armament per abatre les aeronaus. La segona mancança del Xilka era deguda a l'armament. Els canons de 23 mm de calibre tenien un abast curt i, a més a més, les aeronaus AH-64 Apache i A-10 Thunderbolt II es van dissenyar específicament per resistir el foc antiaeri dels canons dels ZSU-23-4.
Per adreçar aquestes mancances, el Ministeri de Defensa de la Unió Soviètica va iniciar el disseny d'un nou blindat antiaeri autopropulsat el 8 de juny del 1970. El desenvolupament el va dur a terme el Buró de Disseny d'Instruments KBP a Tula, triat pel seu notable historial de dissenys de canons automàtics i míssils per les Forces Armades de la Unió Soviètica.
Durant la fase de disseny inicial, KBP va determinar que els canons de 30 mm presentaven nombrosos avantatges respecte els canons dels Xilkes. Aquest calibre superior incrementava l'alçària màxima eficaç fins als 4.000 m, comparat amb els 2.000 m efectius dels ZSU-23-4. Aquests canons també tenien una millor probabilitat d'abatre una aeronau volant a 300 m/s. Finalment, els models de 30 mm gastaven fins a tres cops menys cartutxos que els canons de 23 mm. A més a més, van decidir combinar aquests canons amb un sistema de míssils, ja que tenien un sistema de control de tir semblant.

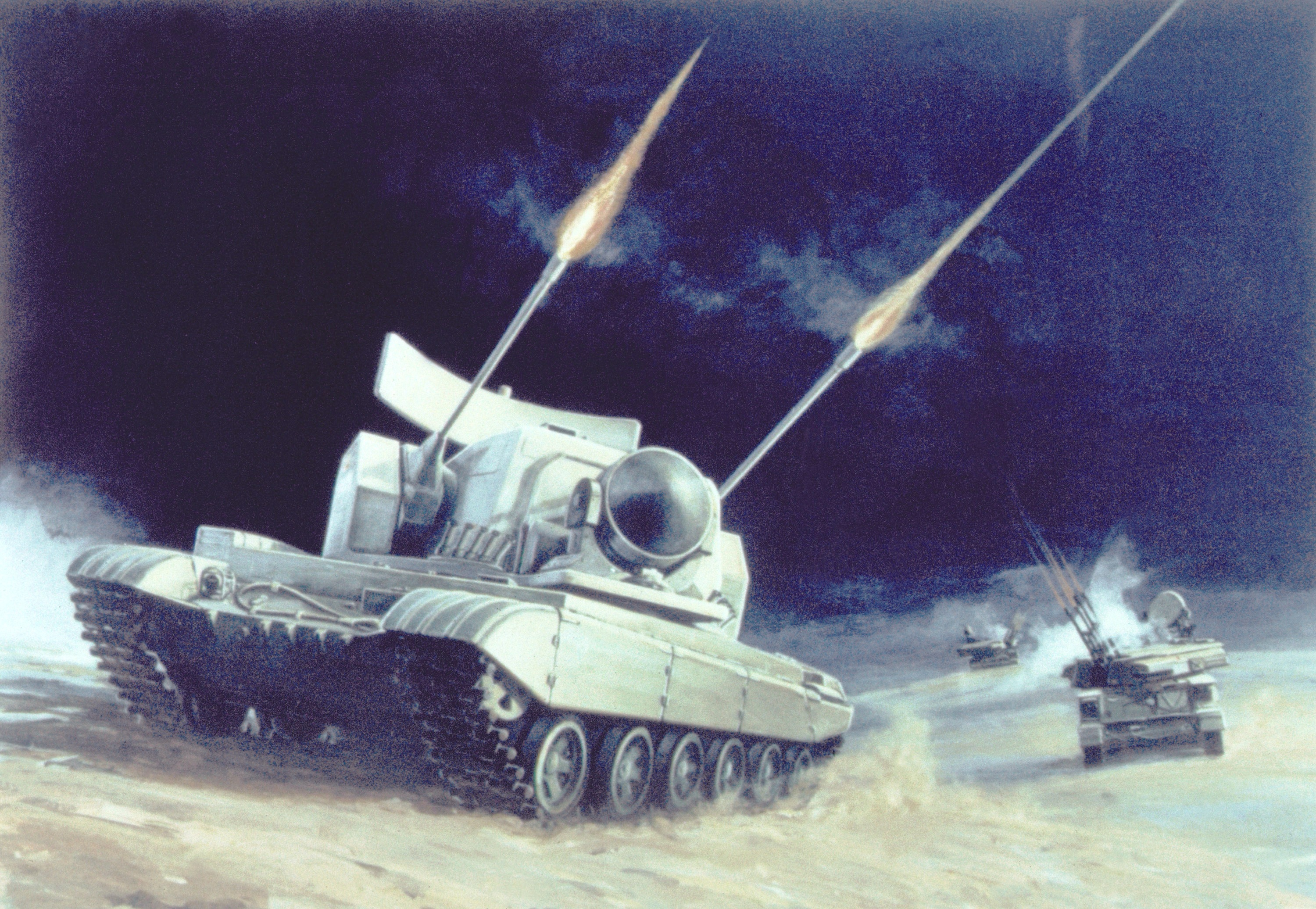
Dibuix conceptual del Tunguska de l'artista Edward L. Cooper pel Departament de Defensa dels Estats Units l'any 1986.

Els dissenys preliminars del Tunguska es van completar l'any 1973 i els primers prototips es van entregar el 1976. El desenvolupament es va alentir a partir del 1975, a causa de la introducció del sistema de míssils 9K33 Osa. Aquesta plataforma 6x6 disposava de sis míssils terra-aire millors que els previstos pel Tunguska. Tot i això, el Ministre de Defensa de la Unió Soviètica va decidir que un sistema equipat únicament amb míssils seria poc eficaç contra helicòpters d'atac. Aquestes aeronaus podien volar per sota el límit de detecció dels radars per atacar, una tècnica que els israelians havien fet servir a la Guerra del Yom Kippur contra les bateries antiaèries àrabs. A més a més, els canons es podien disparar en 8-10 segons mentre que un míssil en tardava 30. Per aquests motius es va reprendre el desenvolupament del Tunguska.
Les proves amb prototips van començar el setembre del 1980 i van continuar fins al desembre del 1981. Finalment, el Tunguska va entrar en servei el 9 de setembre del 1982. Aquest blindat es començaria a introduir a l'Exèrcit Soviètic el 1984 i s'integraria totalment l'any 1990. La designació ZSU es va desestimar perquè el Tunguska fa servir míssils i canons, i es va triar 9K22. Als registres soviètics també hi consten 2K22 i 2S6, a més a més del nom Tunguska pels rius siberians amb el mateix nom. A l'altra banda del teló d'acer, l'OTAN el va designar amb el nom en clau de SA-19 Grison.

## Característiques
El 2K22 és l'últim blindat antiaeri autopropulsat que va desenvolupar la Unió Soviètica. Molts dels detalls tècnics dels Tunguska encara no han estat divulgats, però hi ha certa informació respecte el buc i el motor, les capacitats de l'armament i el funcionament del sistema de radar i control de tir.

### Buc i motor
El model bàsic del Tunguska està fabricat amb el xassís GM-352, de la sèrie de plataformes comunes GM (General Machine). Aquest buc està fabricat per l'empresa pública Minsk Tractor Works o MTZ. Altres xassís d'aquesta companyia inclouen el GM-5955 o GM-5975, que es fan servir al sistema de míssils 9K330 Tor o al Tunguska M1, respectivament. A diferència d'altres models, el GM-352 té sis rodes de rodament en comptes de set. Cada eruga té suspensió hidropneumàtica per facilitar les maniobres per mal terreny. El blindat també està equipat amb un sistema de protecció contra agents NBQ, pressuritzant l'interior del vehicle per prevenir o minimitzar l'entrada d'agents tòxics. En cas de rebre un impacte, el blindat està equipat amb un sistema d'apagat d'incendis automàtic, que pot activar extintors tant al compartiment del conductor, al davant i a l'esquerra del buc, com al de la tripulació, a la torreta.

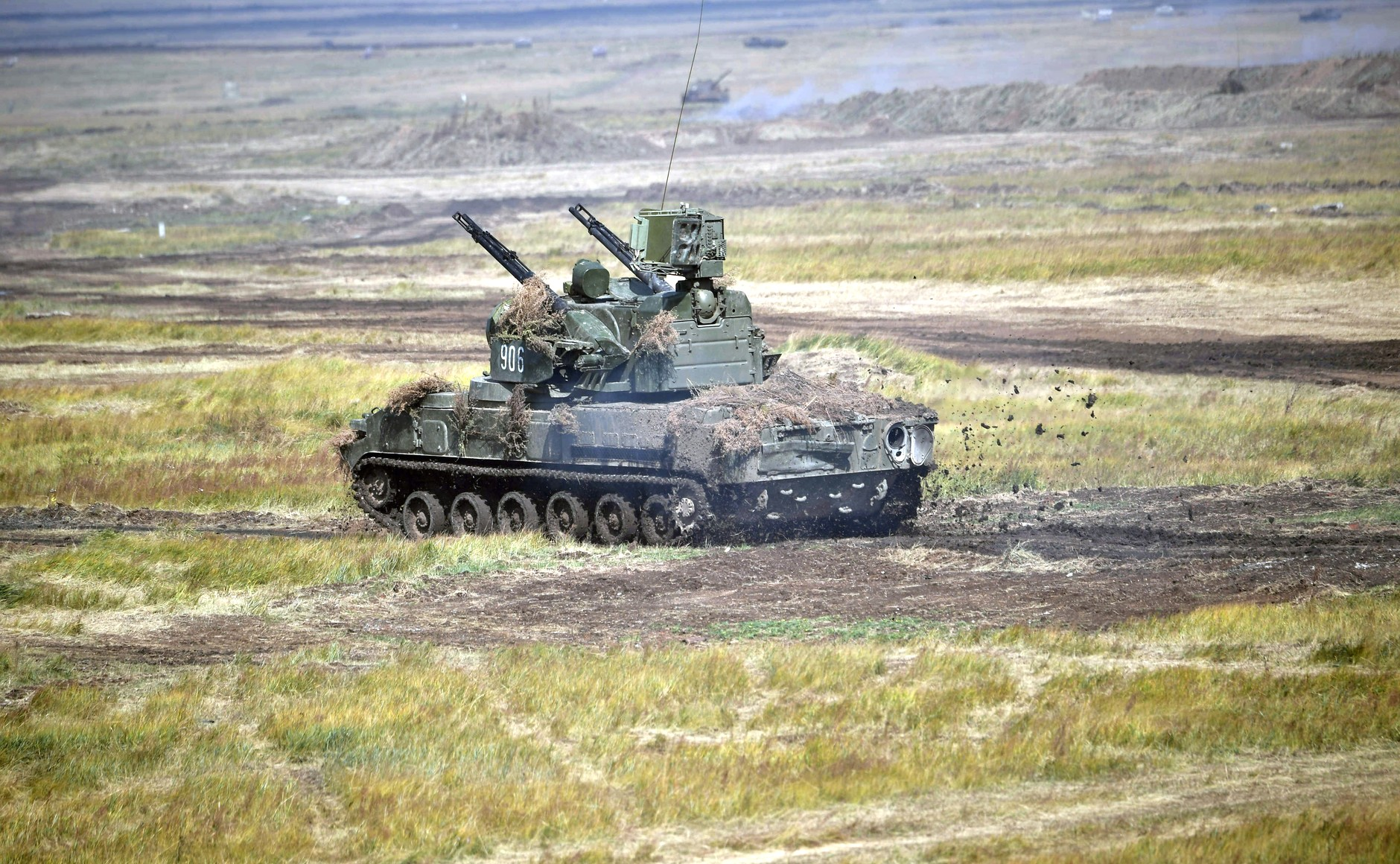
Un 9K22 Tunguska durant unes maniobres militars de la Federació Russa l'any 2018 a Transbaikàlia.

Aquest blindat disposa d'un motor dièsel B-46-6 MC, de 12 cilindres refrigerats per líquid, amb turbocompressor. Aquest motor pot oferir fins a 840 CV, i ha estat adaptat per funcionar als climes extrems de Rússia. Per exemple, el motor es pot engegar a temperatures de -5°C i es pot mantenir operatiu fins a -50°C. Aquest motor permet que el 2K22 pugui superar pendents de 35º i travessar guals de fins a 1 m de fondària.

### Armament
La torreta del Tunguska pot girar 360° i allotja tres tripulants: el comandant, l'artiller i l'operador de radar. Als laterals de la torreta hi ha els canons automàtics 2A38 de 30 mm de calibre refrigerats per líquid, que es poden elevar entre -10º i +85º, fabricats per l'empresa Tulamashzavod. Aquests canons disparen ràfegues de 80-200 projectils alternadament amb un cadència de tir de 1.950-2.500 cartutxos per minut. La velocitat de sortida del canó dels projectils és de 960 m/s i poden arribar fins a alçades de 3 km. Aquests canons es poden disparar en dos modes diferents: radar o òptic. El el mode radar el sistema de control de tir gestiona el posicionament dels canons i el rati de gir de la torreta. Per altra banda, en el mode òptic l'artiller apunta a l'objectiu amb la mira estabilitzada 1A29 i el radar es fa servir únicament per mesurar la distància fins a l'objectiu.

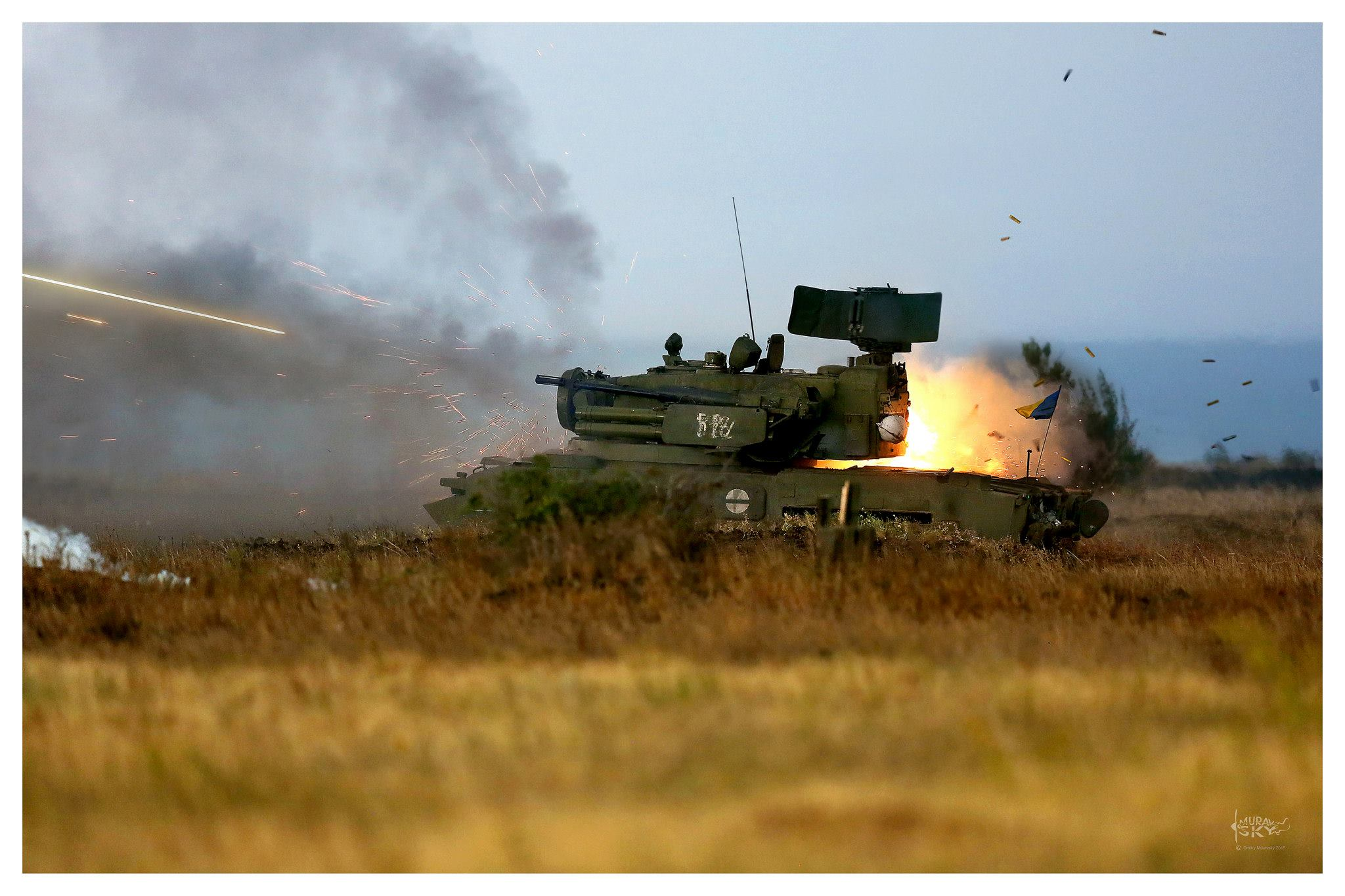
Un 2K22 Tunguska de les Forces Armades d'Ucraïna disparant els canons automàtics, amb el radar actiu, durant la Guerra al Donbàs l'any 2016.

El 2K22 Tunguska també està equipat amb vuit míssils, instal·lats de dos en dos a dues llançadores a cada banda de la torreta. Aquestes llançadores poden elevar i disparar els míssils terra-aire 9M311 de forma independentment. Aquest model de míssil pesa 57 kg, transporta un cap explosiu de 9 kg i està impulsat per propergol sòlid. Això permet que el míssil pugui atacar objectius movent-se a velocitats de 500 m/s a distàncies de fins a 8.000 m. El cap explosiu conté un sistema de varetes contínues, un patró cilíndric format per varetes de 600 mm de llarg i 6-9 mm de diàmetre soldades entre elles. Quan el míssil detona, les varetes es trenquen en fragments de 2-3 g i es reparteixen seguint un patró circular o floral que perfora l'objectiu per abatre'l.
Durant el llançament del míssil el Tunguska ha de quedar-se quiet, per evitar malmetre el míssil mentre surt de la llançadora. Després de disparar el míssil, el tub de la llançadora s'abaixa per deixar la línia de visió a l'objectiu lliure. Els míssils 9M311 tenen un sistema de desplegament en dues fases. Durant la primera fase un propulsor amb quatre estabilitzadors accelera el míssil fins a una velocitat màxima de 900 m/s, aproximadament Mach 3. A la segona fase el propulsor s'ejecta i el míssil segueix l'objectiu mitjançant quatre superfícies de control dirigides pel sistema de radar del Tunguska. Per ajustar la trajectòria del míssil l'ordinador té en compte la distància, elevació, velocitat i direcció de l'objectiu. L'artiller també ha de guiar el míssil contra l'objectiu fent servir la mira telescòpica 1A29 amb la magnificació x8 augments. Fent servir el mètode manual l'artiller ha de seguir l'azimut i elevació de l'objectiu i introduir manualment la distància lineal a l'objectiu. Quan el míssil arriba a 5 m de l'aeronau, el cap explosiu del 9M311 automàticament detona mitjançant una espoleta de proximitat. Si l'espoleta principal falla també hi ha una espoleta de contacte.

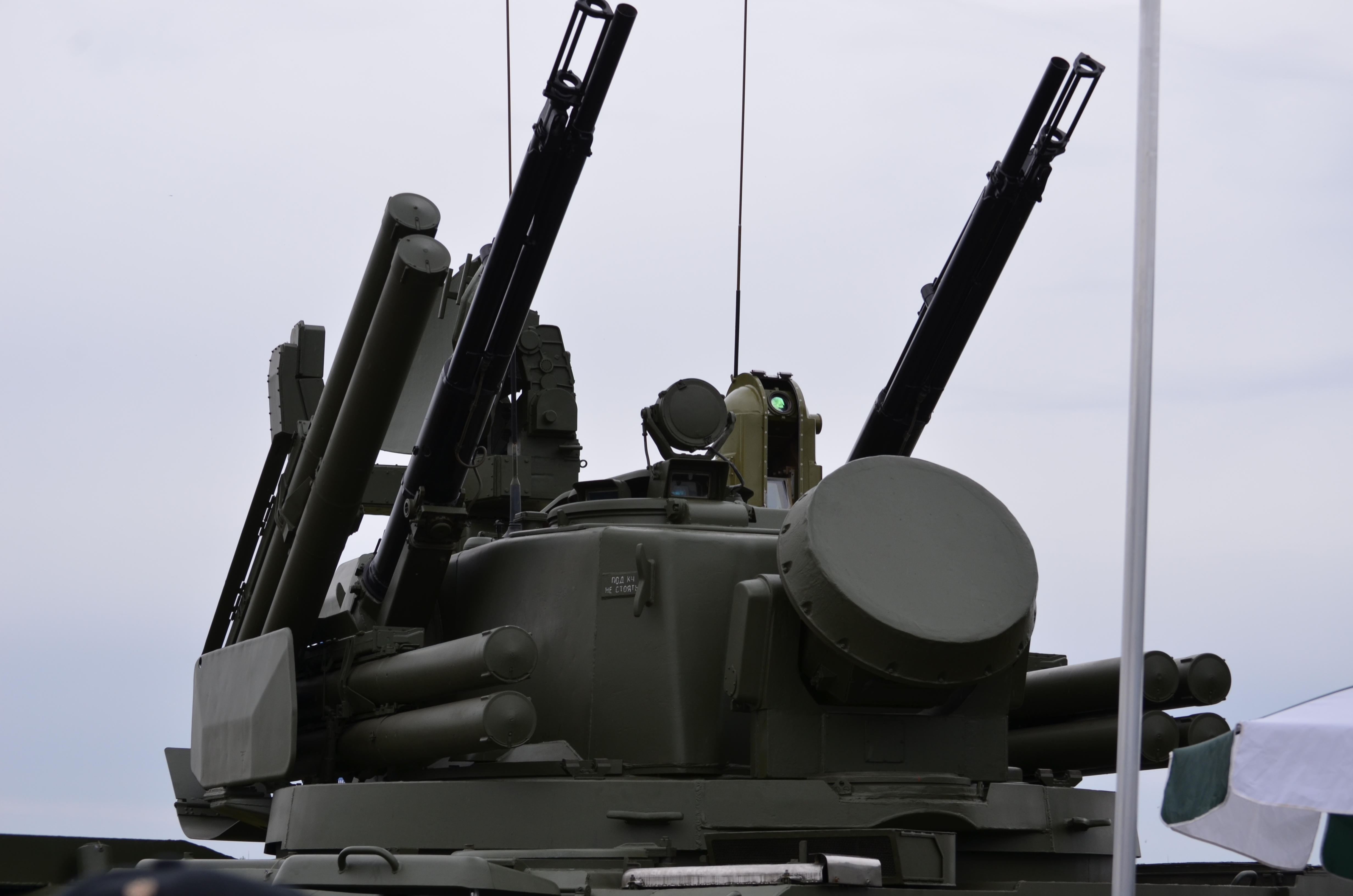
Detall de l'armament i sistema de radar d'un 2K22 exhibit l'any 2013.

### Sistema de control de tir
El sistema de control de tir del 9K22 està format per dos radars separats i un ordinador de càlcul de tir digital. El primer radar està ubicat al darrere de la torreta i disposa d'una antena parabòlica giratòria amb un emissor de banda E (2-3 GHz), que serveix per adquirir objectius. El segon radar està muntat al davant de la torreta i té un emissor monopols de banda J que facilita el seguiment dels enemics en moviment. La configuració monopols envia dos polsos de radar i, quan són reflectits enrere cap al blindat, l'ordinador del Tunguska en compara la potència per corregir la distància, elevació i velocitat de l'objectiu. Aquest sistema de control de tir té cinc modes de funcionament:
- Seguiment per radar automàtic.
- Seguiment manual electroòptic amb dades de distància del radar.
- Seguiment manual electroòptic amb estimació de distància del radar.
- Seguiment inercial.
- Tir contra objectius terrestres.

En el mode de seguiment automàtic, quan el radar comença a seguir un objectiu les dades són enviades directament a l'ordinador de tir. Després, la mira telescòpica 1A29 es pot fer servir per observar l'objectiu o per seguir altres enemics a l'àrea, de forma independent. Amb les dades de l'ordinador de tir, el Tunguska apunta les armes automàticament contra l'aeronau i la tripulació pot triar quina arma fa servir per abatre-la. Quan es fan servir els míssils 9M311 l'artiller ha de dirigir el míssil òpticament fins a l'impacte contra l'objectiu. En el mode automàtic s'estima que el 2K22 Tunguska té una probabilitat d'abatre els objectius del 65%. Els modes electroòptics i inercial estan dissenyats per enfrontaments en condicions adverses però són menys precisos, tarden més a apuntar l'objectiu i requereixen que el blindat estigui estàtic. Finalment, en el mode de tir contra objectius terrestres el sistema de radar s'apaga i l'artiller només fa servir les òptiques.

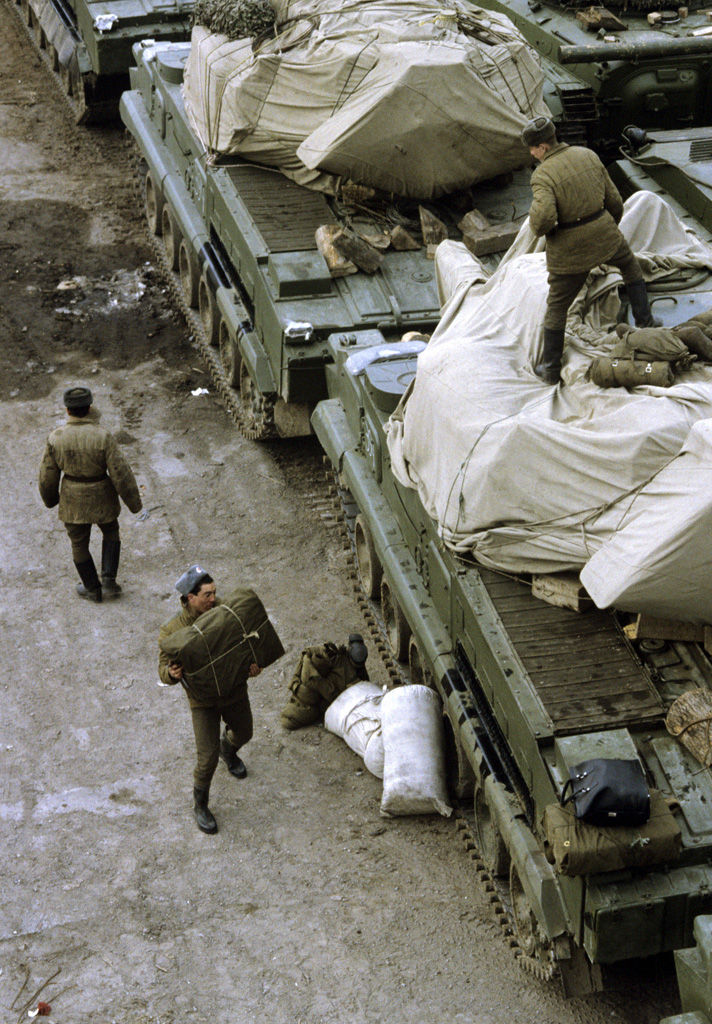
Soldats soviètics protegint Tunguskes amb lones abans de marxar de la República Democràtica Alemanya cap a la Unió Soviètica el 1er de març del 1991, durant la reunificació alemanya.

## Variants
Les característiques presentades prèviament descriuen el model base del 2K22 Tunguska, introduït el 1982. Des d'aleshores el blindat ha estat actualitzat en alguns exèrcits:
- 2K22, és el model base introduït el 1982.
- 2K22M, és el model millorat i que acabaria sent produït en sèrie a partir del 1986. La torreta està instal·lada en un buc millorat GM-352M.
- 2K22M1, és la segona actualització del Tunguska introduïda el 31 de juliol del 2003 per l'exèrcit rus fent servir un nou xassís GM-5975.
- 2K22M (57E6), reacondicionament d'altres variants del Tunguska amb nous míssils 9M311 amb millor abast i un sistema de seguiment actualitzat.

## Operadors i conflictes
El Tunguska va entrar en servei el 9 de setembre del 1982 i es va començar a introduir a l'Exèrcit Soviètic el 1984. A diferència dels seus predecessors, el ZSU-57-2 i ZSU-23-4 Xilka, la Unió Soviètica no va exportar Tunguskes en grans quantitats.
A les Forces Armades de la Unió Soviètica la doctrina establia que els 2K22 eren la primera arma de defensa antiaèria del regiment. Les missions que havien de dur a terme incloïen la defensa de columnes mecanitzades, l'emboscada d'aeronaus enemigues i la defensa itinerant d'àrees. En el primer cas, els Tunguska es divideixen per parelles amb una separació d'entre 1.000 i 2.000 m, per optimitzar l'àrea de cobertura, i defensen els combois en moviment. Per emboscar aeronaus, dos 2K22 s'aturen a una posició defensiva i només ataquen aeronaus que entren a un sector designat per facilitar abatre els enemics. Finalment, a la defensa itinerant d'àrees els escamots de Tunguskes patrullen les àrees que tenen més probabilitats de ser atacades.
Després de la dissolució de la Unió Soviètica els 2K22 Tunguska van passar a les forces armades de Belarús, la Federació Russa i Ucraïna. Posteriorment, Rússia també n'exportaria algunes unitats a l'Índia, Síria i el Marroc. The International Institute for Strategic Studies estimava l'any 2024 que Rússia tenia 240 blindats 2K22, Ucraïna 75, l'Índia 80, el Marroc 12 i un nombre indeterminat a Belarús i Myanmar.
Durant el seu llarg historial de servei, d'ençà del 1982, el Tunguska ha servit principalment a tres conflictes. El primer desplegament del 2K22 va ser a la Guerra a Ossètia del Sud (2008). Després l'exèrcit rus tornaria a desplegar Tunguskes durant l'annexió de Crimea l'any 2014 i la posterior Guerra al Donbàs. Finalment, tant Ucraïna com Rússia han fet servir els seus 2K22 a la Invasió russa d'Ucraïna del 2022.